# Theodor Heinrich Topor von Morawitzky

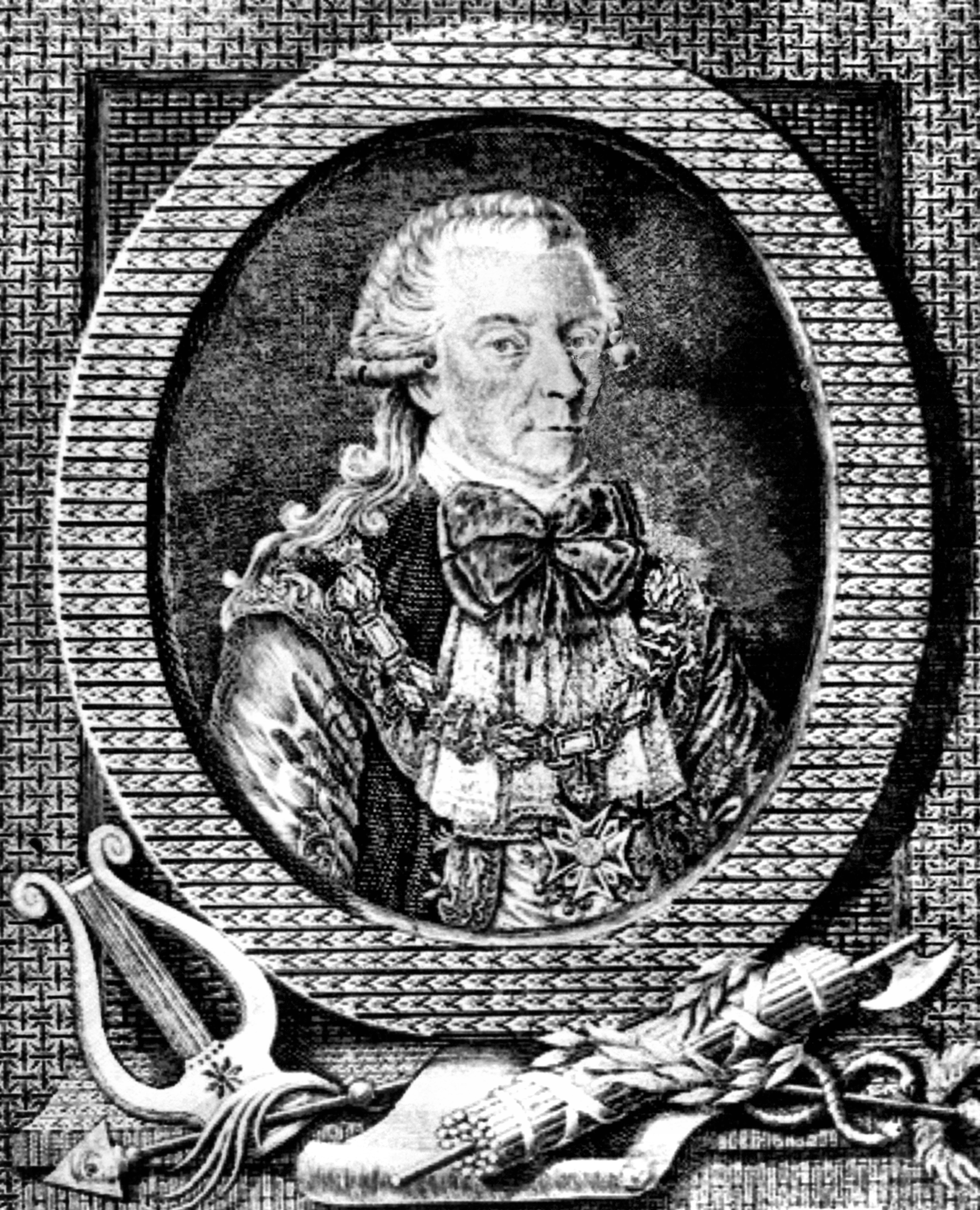
Theodor Heinrich von Morawitzky um 1785

Theodor Heinrich von Morawitzky (* 21. Oktober 1735 in München; † 14. August 1810 ebenda) war ein deutscher Schriftsteller und Politiker.

## Leben
Theodor Heinrich stammte aus der Adelsfamilie der Morawitzky und war der Enkel des in die Dienste des Kurfürsten Max Emanuel getretenen Theodor Heinrich Graf  von Morawitzky auf Tenczin und Rudnitz. Theodor Heinrich wurde 1765 zum Mitglied der Bayerischen Akademie der Wissenschaften gewählt (1769 deren Vizepräsident). Er wurde Präsident der Hofkammer und 1779 Präsident der neu geschaffenen Oberen Landesregierung für Kurbayern in München, sodann bayerischer Justiz- und Kultusminister. Daneben war er aber auch ein anerkannter Schriftsteller.
Er war seit dem 29. April 1770 Ritter des bayerischen Georgsordens, sodann ab 1778 sein Kommandeur und Kapitularherr.

## Sonstiges
In München-Schwabing ist die Morawitzkystraße nach ihm benannt, welche die Clemensstraße mit der Karl-Theodor-Straße verbindet.